# Friedrich Kutscher (Mediziner)
Friedrich Kutscher (* 13. August 1866 in Schwetz, Westpreußen; † 22. Juni 1942 in Bad Tölz) war ein Physiologischer Chemiker und Hochschullehrer an der Universität Marburg.

## Leben
Während seines Studiums wurde er 1886 Mitglied der Burschenschaft Germania Berlin. Nach dem Medizinstudium (Dr. med. 1893 in Berlin) wurde er 1896 Assistent von Albrecht Kossel im Marburger Physiologischen Institut. Er habilitierte sich 1899 in Physiologie. 1907 wurde er außerordentlicher Professor und erhielt eine eigene Abteilung. 1921 wurde er ordentlicher Professor, 1933/34 emeritiert, hielt aber Vorlesungen bis 1936. Sein Nachfolger war Theodor Bersin. Im November 1933 unterzeichnete er das Bekenntnis der deutschen Professoren zu Adolf Hitler. Seit 1932 war Kutscher Mitglied der Leopoldina.
Kutscher vertrat das von ihm eröffnete Fach Physiologische Chemie. Seine Forschung ging auf die stoffliche Natur und physiologische Funktion stickstoffhaltiger Basen, besonders solchen aus der Gruppe der Guanidinbasen. Er gilt als einer der Entdecker des Karnitins (neben Wladimir Gulewitsch und R. Krimberg), von ihm Novain genannt. Seine Arbeit wurde von vielen Schülern, wie z. B. Dankwart Ackermann, fortgesetzt und ist in der Biochemie aufgegangen.

## Auszeichnungen
- Dr. phil. h. c. (Marburg 1928)
- Goethe-Medaille für Kunst und Wissenschaft (1941)